# Regimentul 55/67 Infanterie (1916-1918)
Regimentul 55/67 Infanterie  a fost o unitate de nivel tactic de rezervă constituită la începutul anului 1917, prin contopirea Regimentului 55 Infanterie și Regimentului 67 Infanterie. 
În timpul campaniei din anul 1916 cele două regimente au făcut parte din Brigada 27 Infanterie. Ca urmare a pierderilor suferite, în cadrul procesului de reorganizare a armatei de la începutul anului 1917, s-a decis contopirea celor două unități într-un singur regiment și resubordonarea acestuia Brigăzii 28 Infanterie, alături de Regimentul 54/56 Infanterie.

## Campania anului 1917
În campania din anul 1917, Regimentul 55/67 Infanterie  a participat la acțiunile militare în dispozitivul de luptă al Diviziei 14 Infanterie, luând parte la Bătălia de la Mărășești. În această campanie, regimentul a fost comandat de locotenent-colonelul Gheorghe Dragu.:p. 49